# Gelobde poederkorst
Gelobde poederkorst (Lepraria lobificans) is een korstmossoort uit de familie Stereocaulaceae.

## Determinatie
Gelobde poederkorst is een poedervormig korstmos. Het thallus is zonder duidelijke grens en tamelijk dik. Het bestaat uit vrij dikke (circa 3 mm) laag van vrij fijne, lepreuze niet echt soredieuze korrels. De kleur is bleek tot groenachtig blauwgrijs. De rand is soms gelobd. Apotheciën zijn onbekend.
De soort vertoont de volgende kleurreacties: K+ (geel of negatief), P+ (oranje), UV+ (roze), C- en KC-.

## Ecologie
Gelobde poederkorst groeit op rotsen, muren, boomstammen, dood hout en de grond. Vooral waar beschut tegen directe regen (regenschaduw).

## Verspreiding
In Nederland komt hij zeer algemeen voor. Hij staat niet op de rode lijst en is niet bedreigd.

## Fotogalerij

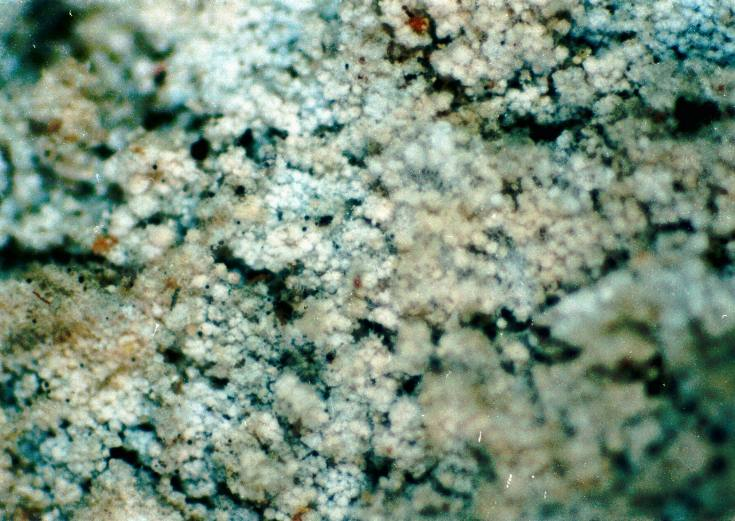
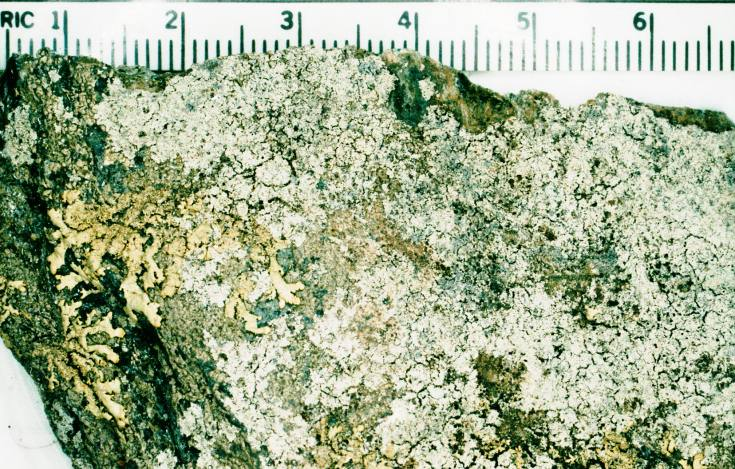
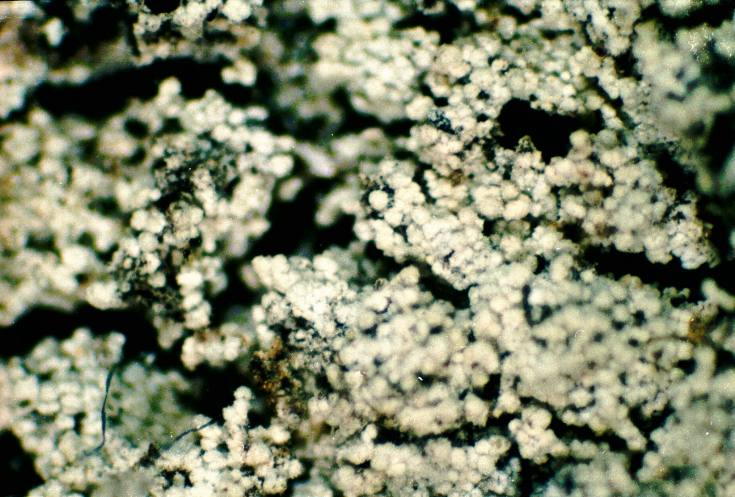
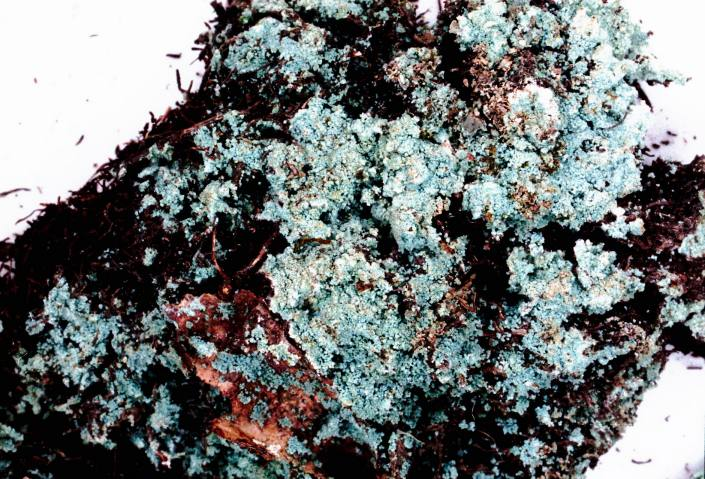
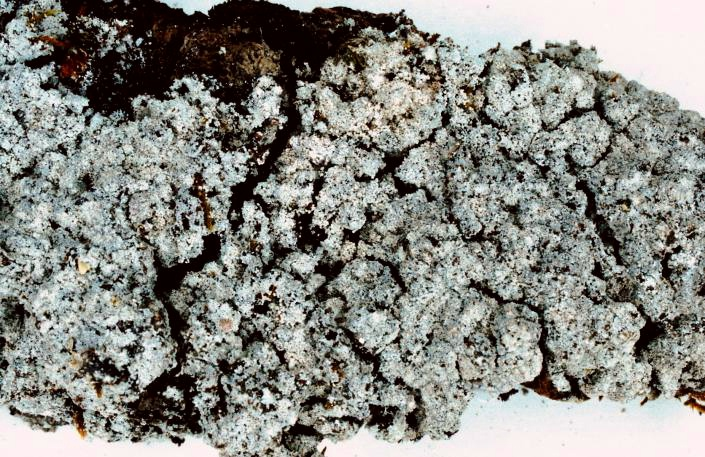
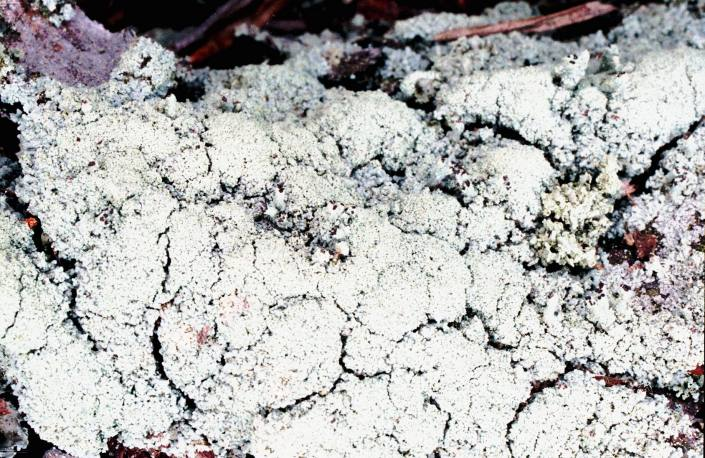
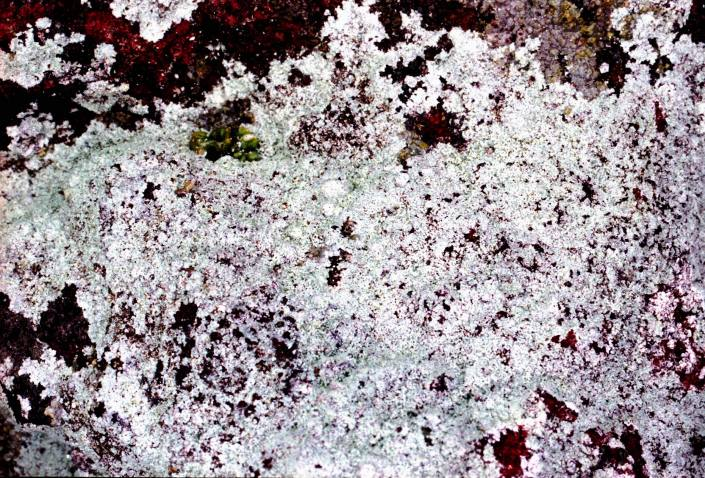
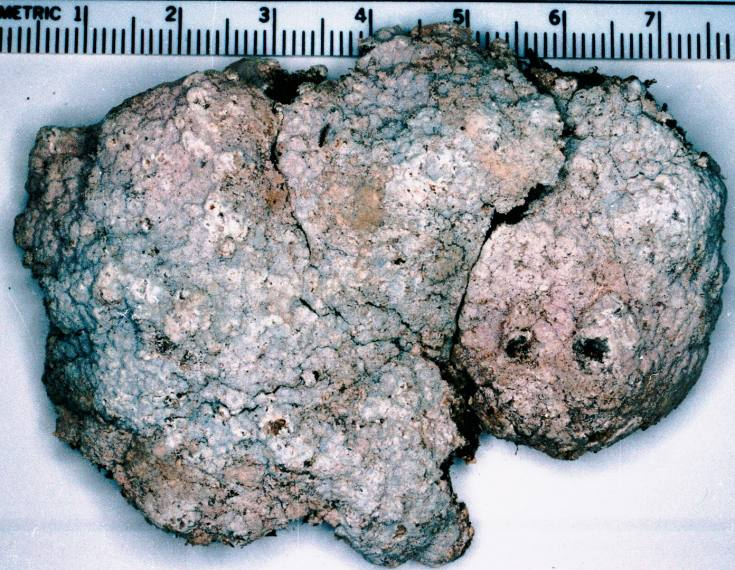